# Sinogeotrupes taiwanus
Sinogeotrupes taiwanus là một loài bọ cánh cứng trong họ Geotrupidae. Loài này được Miyake & Yamaya miêu tả khoa học năm 1995.